# Urszula Kiełkowska
Urszula Ewa Kiełkowska zd. Twarogowska (ur. 8 grudnia 1964 roku w Lutocinie) – polska chemik, zajmująca się technologią chemiczną.

## Życiorys
W 1983 roku ukończyła Liceum Ogólnokształcące im. Władysława Jagiełły w Płocku. Następnie podjęła studia chemiczne na Uniwersytecie Mikołaja Kopernika w Toruniu, które ukończyła w roku 1989. Dziewięć lat później doktoryzowała się rozprawą zatytułowaną Wyznaczenie izotermy rozpuszczalności układu NaVO3+NH4HCO3+H2O w temperaturze 303 K. Habilitację za pracę pt. Badania nad niskoopadową metodą otrzymywania K2CO3 z KCl w połączeniu z możliwością wykorzystania V2O5 ze zużytego katalizatora wanadowego,, obronioną w Zachodniopomorskim Uniwersytecie Technologicznym w Szczecinie, uzyskała w roku 2010. Jej specjalnościami są technologia nieorganiczna oraz chemia fizyczna.
W maju 2024 roku została wybrana dziekanem Wydziału Chemii UMK.

## Prace badawcze
- Optymalizacja warunków prowadzenia procesów jednostkowych z jednoczesną redukcją kosztów metody wanadanowej otrzymywania K2CO3 (2008)

## Wybrane publikacje
- Badania nad rozpuszczalnością soli wanadu w obecności NH3, Prace Naukowe Instytutu Technologii Nieorganicznej i Nawozów Mineralnych Politechniki Wrocławskiej, ISSN 0084-2893, nr 48, 1999,231-235
- Experimental Determination of the Optimum Conditions of KVO3 Synthesis Based on KCl and V2O5 in the Presence of Steam, Industrial and Eng. Chem. Research 4 2001 3
- Solubility diagram for the System KHCO3 + KVO3 + H2O at 293-323 K, Fluid Phase Equilibria, 213, 2003, 81-88
- The Influence of NH3 on the KVO3 Solubility, Polish Journal of Chemical Technology, 6, 2, 2004, 50-52
- Wykorzystanie zużytego katalizatora wanadowego do syntezy metawanadanu(V) sodu i metawanadanu(V) potasu, Przemysł Chemiczny, 85/8 – 9, 2006, 865-866
- Effect of the KCl excess and the inert carrier on the yield of KVO3 synthesis, Chemical Engineering Communications